# 町田和久
町田 和久（まちだ かずひさ、男性、1975年10月20日 - ）は、日本のプロボクサー。グリーンツダボクシングクラブ所属。大阪府和泉市出身。元OPBF東洋太平洋ジュニアバンタム級チャンピオン。

## 戦績
21戦19勝8KO3敗